# Allan Douglas Davidson

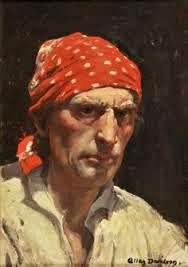
Selbstporträt (nicht datiert)

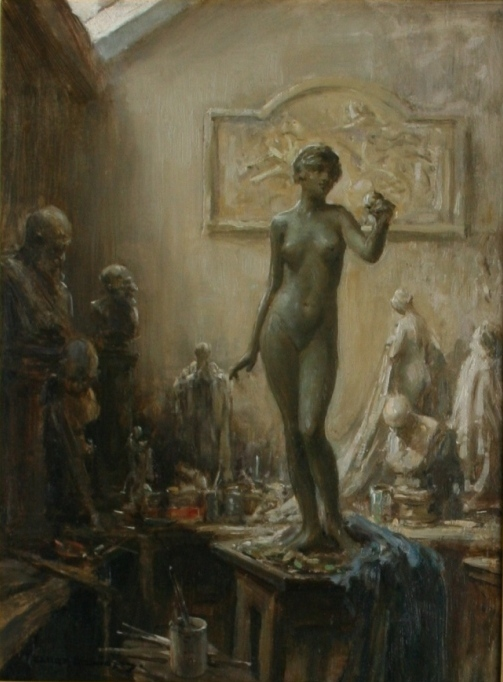
Allan Douglas Davidson The Sculptor's Studio (1920)

Allan Douglas Davidson (geboren 14. Mai 1873 in London; gestorben 19. April 1932 in Walberswick, Suffolk) war ein britischer Landschafts-, Porträt- und Aktmaler.

## Leben
Allan Douglas Davidson wurde als Sohn des Malers Thomas Davidson und der Charlotte McHeath in Marylebone geboren. Er wurde an der St John's Wood Art School und an den Royal Academy Schools ausgebildet. In Paris studierte er an der Académie Julian.
Davidson lehrte an der Londoner Central School of Arts and Crafts und wohnte in Hampstead und seit 1925 in Walberswick. Er heiratete 1903 Kate Beryl Skeffington (1880–1973), sie hatten den Sohn Roland.
Seine Bilder wurden bei der Society of British Artists, der Royal Miniature Society und der Royal Institute of Oil Painters ausgestellt, wo er 1921 Mitglied wurde. Er malte eine Miniatur für die Ausstattung von Queen Mary’s Dolls’ House. Er gehörte dem Langham Sketching Club an.